# Vorciîn, Volodîmîr-Volînskîi
Vorciîn (în ucraineană Ворчин) este un sat în comuna Zorea din raionul Volodîmîr-Volînskîi, regiunea Volînia, Ucraina.

## Demografie
Componența lingvistică a localității Vorciîn
     Ucraineană (98,21%)
Conform recensământului din 2001, majoritatea populației localității Vorciîn era vorbitoare de ucraineană (98,21%), existând în minoritate și vorbitori de alte limbi.